# Juan Pedro Yllanes
Juan Pedro Yllanes Suárez, né le 12 janvier 1960, est un magistrat et homme politique espagnol membre de Podemos.
Il est élu député des Îles Baléares lors des élections générales de décembre 2015.

## Biographie

### Vie privée
Il est marié avec une femme d'origine majorquine et parle le catalan.

### Magistrat progressiste
Il réalise ses études supérieures à l'université de Séville où il obtient sa licence en droit en 1982. Il réussit le concours de juge en 1989 et entre officiellement dans la magistrature en février 1991. Il officie d'abord comme juge à Majorque entre 1989 et 1992 puis à Séville jusqu'en 1998. À cette date, il revient sur les îles Baléares en étant nommé membre de la première section de l'Audience provinciale de Palma. Contrairement à d'autres juristes, il préfère la clarté et la concision plutôt que la rhétorique et les phrases ronflantes. Retourné à l'Audience provinciale de Barcelone, il condamne, en 2004, un imam de Fuengirola à quinze mois de prison pour le délit de provocation à la violence de genre après que celui-ci a donné, dans un livre, des conseils sur la manière de taper les femmes sans laisser de trace.
Entre 2005 et 2011, il est nommé magistrat de la deuxième section de l'Audience provinciale de Palma et enquête aux côtés de Diego Gómez-Reino et Joan Castany sur des cas de corruption importants. En 2008, il juge l'affaire Andratx ; la première affaire touchant à de la corruption urbanistique sur l'île. L'année suivante, il condamne l'ancien conseiller municipal de Palma, chargé de l'Urbanisme, Javier Rodrigo de Santos pour abus sexuels sur mineur.
Il se présente à la présidence de l'Audience de Palma en mars 2015 — poste désigné par le Conseil général du pouvoir judiciaire — mais c'est son collègue Diego Gómez-Reino qui lui est préféré. Trois mois plus tard, il est désigné pour présider le Tribunal devant juger l'affaire Nóos dans laquelle sont mis en examen l'infante Cristina, son mari Iñaki Urdangarín ainsi que d'autres chefs d'entreprises et responsables politiques. Il est cependant remplacé en novembre suivant par le juge Castro Aragón afin d'être candidat aux élections générales de décembre 2015.

### Activités politiques
Il est choisi par Podemos pour conduire la liste du parti à l'occasion des élections générales de décembre 2015 dans la circonscription des îles Baléares, et annonce que son « engagement contre la corruption est indiscutable ». Sa liste recueille 111 628 voix et 23,07 % des suffrages exprimés ainsi que deux des huit sièges en jeu. Élu au Congrès des députés avec sa collègue Mae de la Concha, il est désigné porte-parole titulaire de la commission du Règlement, porte-parole adjoint à la commission de la Justice et président de la commission du Suivi et de l'Évaluation des accords du pacte de Tolède. Il est, en outre, membre suppléant de la députation permanente.
Il se représente lors des élections législatives anticipées de juin 2016 et retrouve son siège au palais des Cortes. Il perd alors la présidence de la commission du pacte de Tolède et y devient simple porte-parole adjoint. Il est porte-parole adjoint de la commission pour la qualité démocratique et de lutte contre la corruption et de celle de la Coopération internationale pour le Développement. Proche d'Íñigo Errejón, il le soutient lors de la 2e assemblée citoyenne de Podemos de février 2017. La défaite de celui-ci face à Pablo Iglesias entraine une réorganisation du groupe parlementaire qui relègue Yllanes au second plan. Il ne conserve que le porte-parolat à la commission de la qualité démocratique et sa place de membre suppléant de la députation permanente. Il est le seul député de Podemos à rester assis sur son siège et ne pas montrer une pancarte demandant la libération de Jordi Sànchez et Jordi Cuixart, emprisonnés à la suite d'une manifestation pour le référendum d'indépendance de la Catalogne, lors de la séance plénière du 18 octobre 2017.
Il est le candidat de Podemos lors des élections au Parlement des Baléares de mai 2019.